# Werner van den Valckert

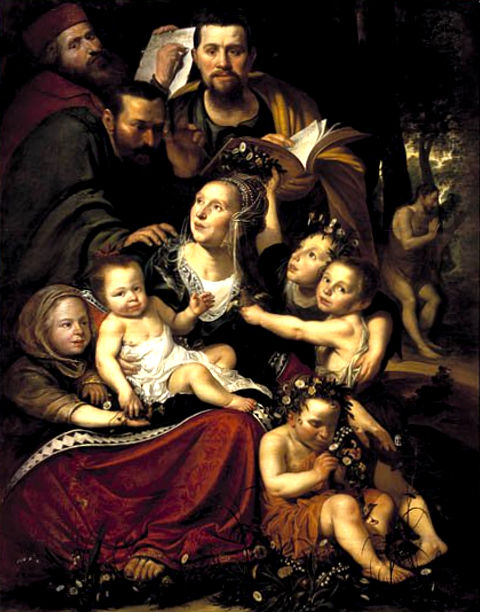
Retrato de una familia como alegoría de la Caridad con el autorretrato del pintor y la predicación del Bautista al fondo, 1623, óleo sobre tabla, 162 x 125,5 cm (recortada por el lado derecho), Utrecht, Museum Catharijneconvent.

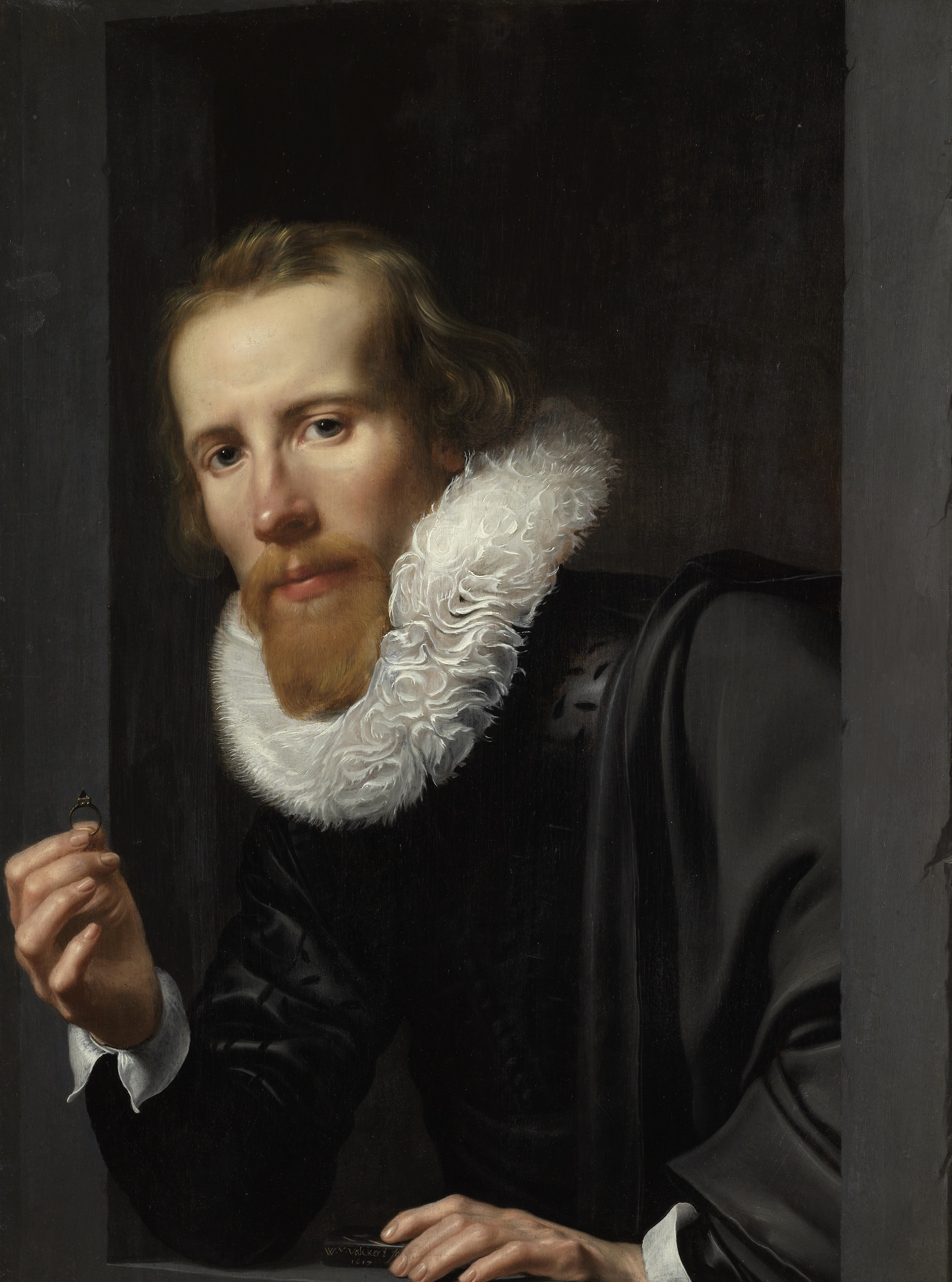
Retrato de un orfebre, probablemente Bartholomeus Jansz van Assendelft, 1617. Óleo sobre tabla, 66 x 49,5 cm, Ámsterdam, Rijksmuseum.

Werner van den Valckert (La Haya, c. 1580-Ámsterdam, c. 1627) fue un pintor y grabador del Siglo de Oro neerlandés.

## Biografía
Aun cuando no hay noticias ciertas acerca de su lugar de nacimiento y formación es probable que se iniciase en el taller de Cornelis Sybertsz Monicx van Montfoort, pintor de vidrio de La Haya, con cuya hija, Jannetje Cornelis van Montfoort, contrajo matrimonio el 6 de noviembre de 1605. En 1609 compró una casa, todavía en La Haya, pero poco más tarde la pareja se trasladó a Ámsterdam donde en 1619 bautizaron a una hija con el nombre de Geertruyt. Miembro de la guilda de San Lucas de Ámsterdam, allí se le documenta hasta 1627.
Van den Valckert pintó retratos individuales, como el de un orfebre que se supone sea Bartholomeus Jansz van Assendelft (1617), con una sortija y una piedra de toque, y retratos de grupo, característicos de la pintura holandesa, como el de los regentes del lazareto de Ámsterdam (1624), ambos conservados en el Rijksmuseum de Ámsterdam, pero también dos menos comunes retratos grupales con alusiones bíblicas y alegóricas, en los que incluyó su autorretrato: el de la familia de Michiel Poppen, padre de nueve hijos de los que cinco habían muerto cuando se pintó el cuadro (1620), retratados póstumamente en torno a la figura de Cristo en una representación del pasaje del evangelio de san Marcos, 10,13-16, «Dejad que los niños se acerquen a mí», y el Retrato de una familia como alegoría de la Caridad con el autorretrato del pintor y la predicación del Bautista al fondo (1623), conservado como el anterior en el Catharijneconvent de Utrecht.
De Van den Valckert se conocen, además, alrededor de diecisiete grabados, con motivos alegóricos, bíblicos (Susana y los viejos, El buen samaritano) y mitológicos (Venus espiada por los sátiros, fechado en 1612), además de su autorretrato con título de pictor (1612) y san Lucas delante de un lienzo que sostiene un angelote y unas guirnaldas, aguafuerte estampado en el encabezamiento de un pliego con un poema dedicado al santo evangelista como patrón de los pintores fechado en 1618.